# Портер (пиво)
По́ртер (з англ. porter — «носильник») — темне пиво з характерним винним присмаком, сильним ароматом солоду і насиченим смаком, в якому одночасно присутні і солодкість і гіркота.
Виробляється з темного солоду, додається палений цукор і пиво доброджує протягом 60 днів. Міцність портера становить 4,5–9,5 % (у деяких сортів понад 10% ). Всупереч поширеній помилці, портери не завжди містять багато спирту, «класичні англійські портери» мають міцність не більше 5 %.

## Історія
Цей сорт пива був вперше виготовлений англійським пивоваром Ральфом Гарвудом в першій половині XVIII століття у Лондоні. Портер був придуманий як замінник класичного еля і призначався для працівників важкої праці, бо він — дуже поживний.

## Типи портера
- Коричневий портер
- Міцний портер
- Балтійський (імперський) портер
- Стаут (див. Гіннес)

## Приготування
Приготування класичного англійського портера роблять інфузійним способом і за допомогою верхового бродіння.
При затиранні подрібнений солод змішують з водою температурою 75 °C, в якій розчиняють цукор; додаванням гарячої води температуру затору доводять до 62 °C і після ретельного перемішування дають стояти 1,5 години; отримують перше міцне сусло (23° Ball.), яке піддають кип'ятінню з хмелем.
Обробляючи залишок від першого сусла водою, отримують друге, слабше сусло (15,5° Ball.); його кип'ятять з тією ж порцією хмелю, яка служила для першого сусла.
Наливаючи на дробину ще раз воду, отримують третє сусло.
Перші два сусла змішують разом в різних пропорціях, залежно від того, чи бажають мати більш міцне сусло для подвійного портера або слабше для звичайного; третє сусло служить для приготування слабкого пива. Дріжджі додають до охмеленного сусла при 14–16 °C; після того настає головне бродіння, яке триває в середньому 36 годин; післябродіння закінчується у 2–3 дні.
Після закінчення післябродіння портер через кілька днів (brown stout через 4 тижні) надходить для споживання; лише портер, який призначається для експорту, витримують тривалий час  — близько року.